# Phil Galfond
Phil Galfond (* 16. ledna 1985) je americký profesionální hráč pokeru. Poker hraje od roku 2003.

## Osobní život
Galfond se narodil v malém městečku North Potomac v Marylandu a vystudoval University of Wisconsin-Milwaukee. Poté bydlel v New Yorku, ale kvůli zákazu online pokeru v USA se přestěhoval do Kanady.

Jeho velkým pokerovým kamarádem je další americký hráč Tom Dwan.

## Pokerová kariéra

### Turnaje
Mezi největší Galfondovy úspěchy se řadí 1. místo v $5,000 WSOP Pot-Limit Omaha turnaji, které získal v roce 2008. V něm si přišel na 817 781 dolarů.

Dále se mu také podařilo umístit se na 70. místě v turnaji $25,000 World Poker Tour No Limit Hold'em Championship Event, za které obdržel 39 570 dolarů.

### Cash Game
Kromě živých turnajů je velmi úspěšný i v online pokeru, kde hraje převážně pod přezdívkami OMGClayAiken a MrSweets28.

Dosud v online pokeru vyhrál zhruba 10 miliónů dolarů.